# Abortuskliniek in Nederland

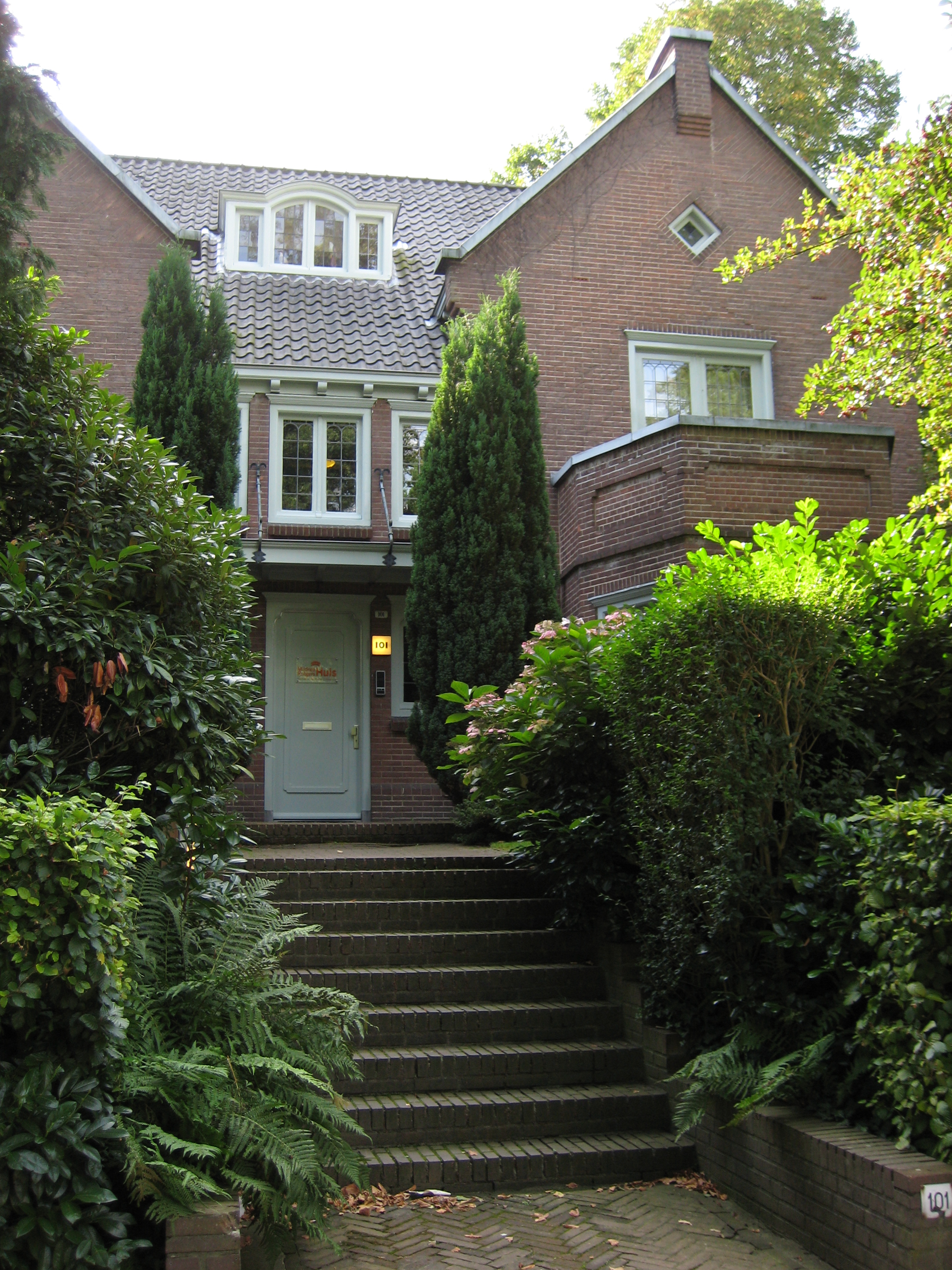
Het Mildredhuis in Arnhem, oude locatie (foto 2007)

Een abortuskliniek is in Nederland een medische instelling waar op een legale en betrouwbare manier een abortus uitgevoerd wordt.

## Ontstaansgeschiedenis
In 1969 werd de Stichting Medisch Verantwoorde Zwangerschapsonderbreking (Stimezo) opgericht, die in 1971 de eerste abortuskliniek in Nederland opende in Arnhem, het Mildredhuis. Stimezo werd in 1998 opgeheven, maar twee klinieken, namelijk in Zwolle en Groningen, zetten de naam 'Stimezo' nog steeds voort. Verschillende andere klinieken waren tot 2002 gevestigd in Rutgershuizen. Anno 2002 waren er 17 abortusklinieken in Nederland.:p. 5
In 2004 fuseerden de abortusklinieken in Leiden, Den Haag en Rotterdam tot de Stichting CASA Klinieken (CASA stond voor Centra voor Anticonceptie, Seksualiteit en Abortus). Later nam CASA ook klinieken over in Amsterdam, Goes en Maastricht en opende in februari 2014 een nieuwe eigen kliniek in Houten. Samen waren deze CASA-klinieken verantwoordelijk voor ongeveer de helft van de ongeveer 30.000 abortussen per jaar in Nederland. Hoewel CASA beweerde te streven naar betere hulpverlening en andere klinieken beschuldigde van ondermaatse kwaliteit, verdachten de andere abortusklinieken – waaronder het Vrelinghuis in Utrecht, het Mildredhuis in Arnhem en Stimezo Eindhoven – CASA ervan te streven naar een monopoliepositie voor geldelijk gewin en waren vastbesloten om onafhankelijk te blijven opereren. De onderlinge concurrentiestrijd leidde tot conflicten in het Platform Abortus Nederland (PAN), dat in 2013 uit elkaar viel.
Begin 2017 waren er 15 abortusklinieken in Nederland, maar in november ging de grootste keten CASA failliet en moesten 7 locaties sluiten in Amsterdam, Rotterdam, Den Haag, Maastricht, Leiden, Goes en Houten, die samen ongeveer de helft van alle abortussen uitvoerden. Dit zorgde tijdelijk voor een crisissituatie, waarbij vrouwen naar andere locaties moesten reizen, langer op de wachtlijst staan en de artsen overuren moesten maken. Een nieuwe kliniek in Roermond ging op verzoek van het Ministerie van VWS versneld open terwijl de CASA-vestigingen in Amsterdam en Rotterdam met een nieuwe eigenaar konden heropenen (de Roermondse en Rotterdamse locatie werden onderdeel van Gynaikon Klinieken), waarmee in de eerste helft van 2018 het aantal klinieken op 11 uitkwam. In augustus lagen er nog 5 aanvragen voor nieuwe locaties in de steden 's-Hertogenbosch, Den Haag en Amsterdam; Den Haag heropende als onafhankelijke stichting in september 2018. Het Mildredhuis en Stimezo Eindhoven fuseerden begin 2018 tot Mildred Clinics, dat later in 2018 nog een extra locatie waar abortuspillen worden verstrekt opende in 's-Hertogenbosch. In deze laatste stad werd 2018 het Vrouwen Medisch Centrum, als zelfstandige kliniek, opgericht. Voorjaar 2019 waren er 14 abortusklinieken werkzaam in Nederland. In juli 2022 is er de kliniek 'Epione' opgericht in Amsterdam.

## Huidige abortusklinieken
Het eerste jaartal geeft aan sinds wanneer de betreffende kliniek op de huidige locatie of onder de huidige naam werkzaam is of door de huidige stichting wordt beheerd; het jaartal tussen haakjes geeft aan wanneer de betreffende kliniek voor het eerst is geopend, indien van toepassing.
| Naam kliniek                              | Locatie                                | Sinds       |
| ----------------------------------------- | -------------------------------------- | ----------- |
| Vrelinghuis                               | Utrecht, Biltstraat                    | 1972        |
| Stimezo Groningen                         | Groningen, Radesingel                  | 1972        |
| Beahuis & Bloemenhovekliniek              | Heemstede, Herenweg                    | 1973 (1971) |
| Emmakliniek                               | Enschede, Emmastraat                   | 1986        |
| Mildred Clinics, locatie Arnhem           | Arnhem, Sonsbeeksingel                 | 2017 (1971) |
| Stimezo Zwolle                            | Zwolle, Oosterlaan                     | 1972        |
| Abortuskliniek Almere                     | Almere, Louis Armstrongweg             | 2016        |
| Gynaikon Klinieken Roermond               | Roermond, Bredeweg                     | 2017        |
| Gynaikon Klinieken Rotterdam              | Rotterdam, Strevelsweg                 | 2017 (1971) |
| Mildred Clinics, locatie Eindhoven        | Eindhoven, Jan van Schoonvorststraat   | 2018 (1972) |
| Abortuskliniek Amsterdam (SAA)            | Amsterdam, Sarphatistraat              | 2018        |
| Vrouwen Medisch Centrum                   | 's-Hertogenbosch, Prins Bernhardstraat | 2018        |
| Abortuskliniek Den Haag                   | Den Haag, Van Beverningkstraat         | 2018 (1971) |
| Mildred Clinics, locatie 's-Hertogenbosch | 's-Hertogenbosch, Palmboomstraat       | 2018        |
| Kliniek Epione                            | Amsterdam, Paasheuvelweg               | 2022        |

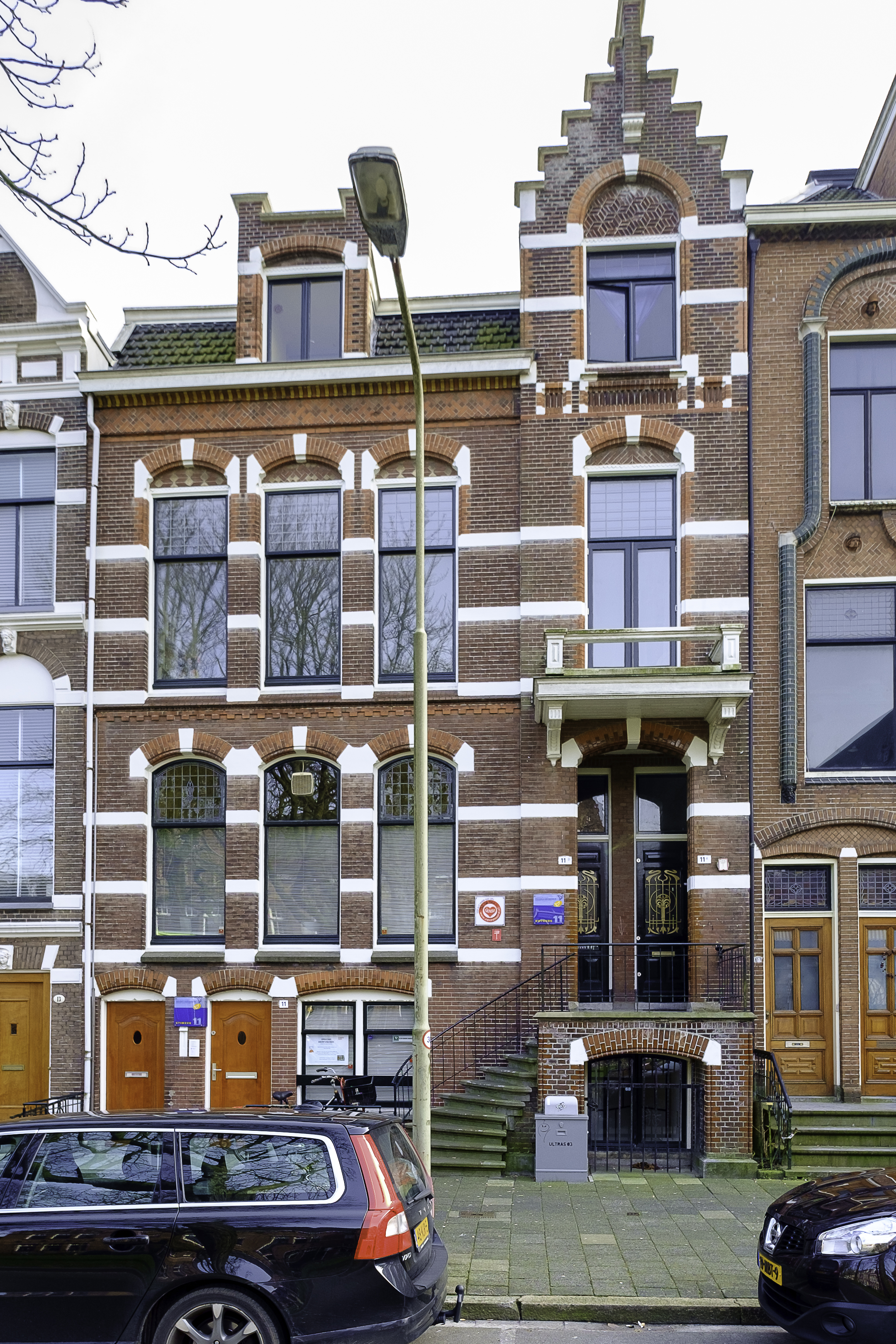
Stimezo Groningen (2017)
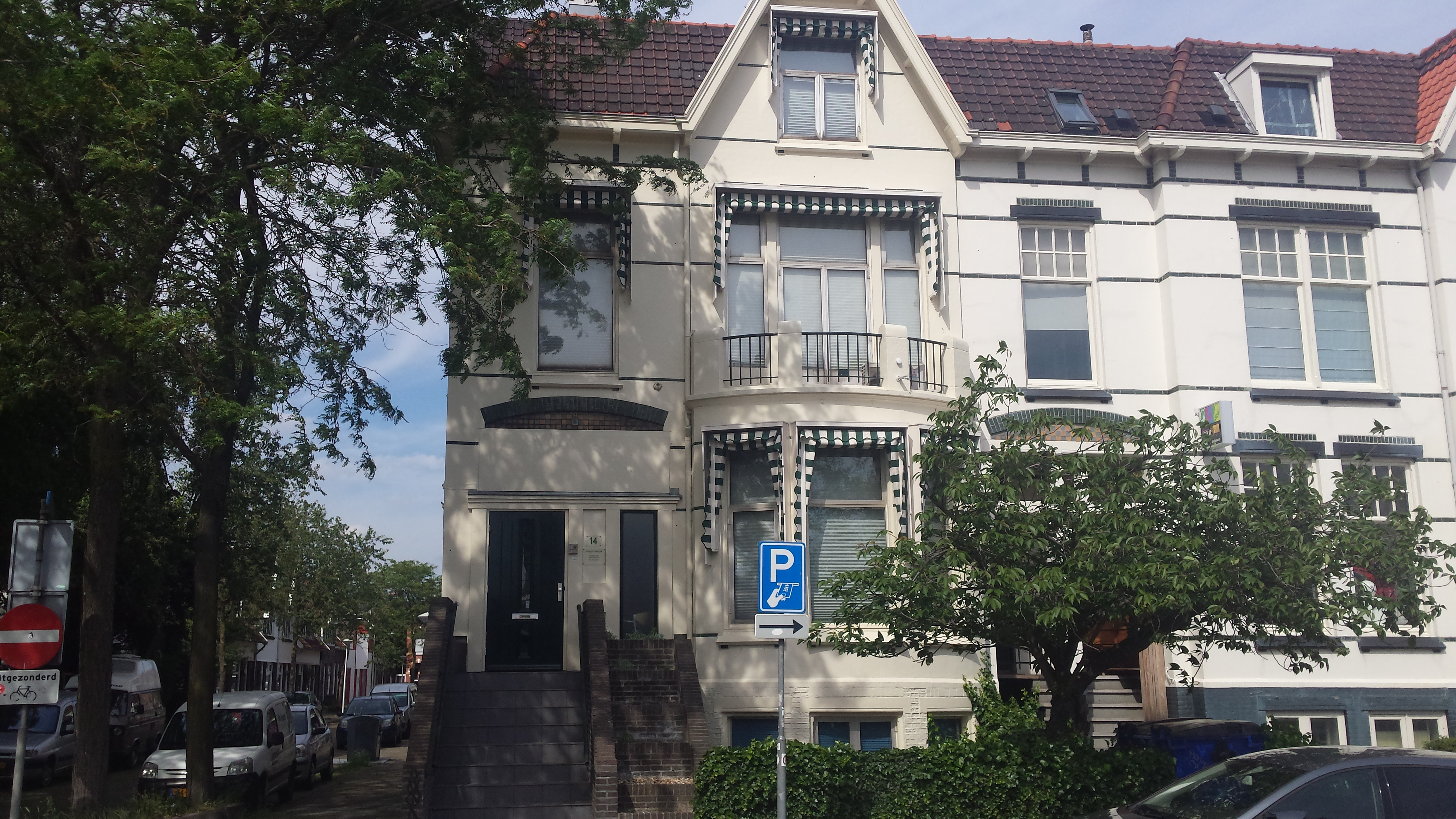
Stimezo Zwolle (2019)
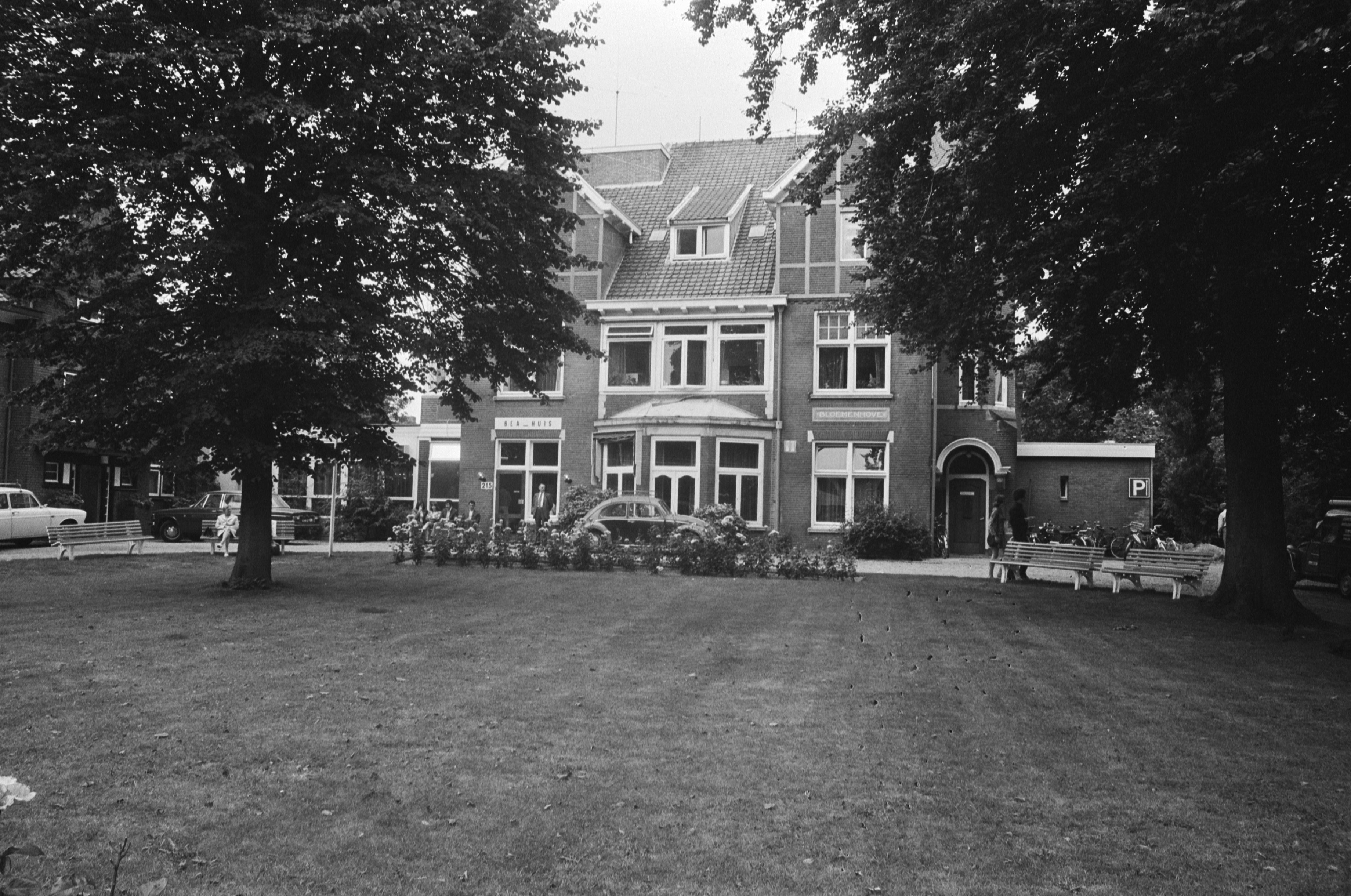
De Bloemenhovekliniek in Heemstede (1974)
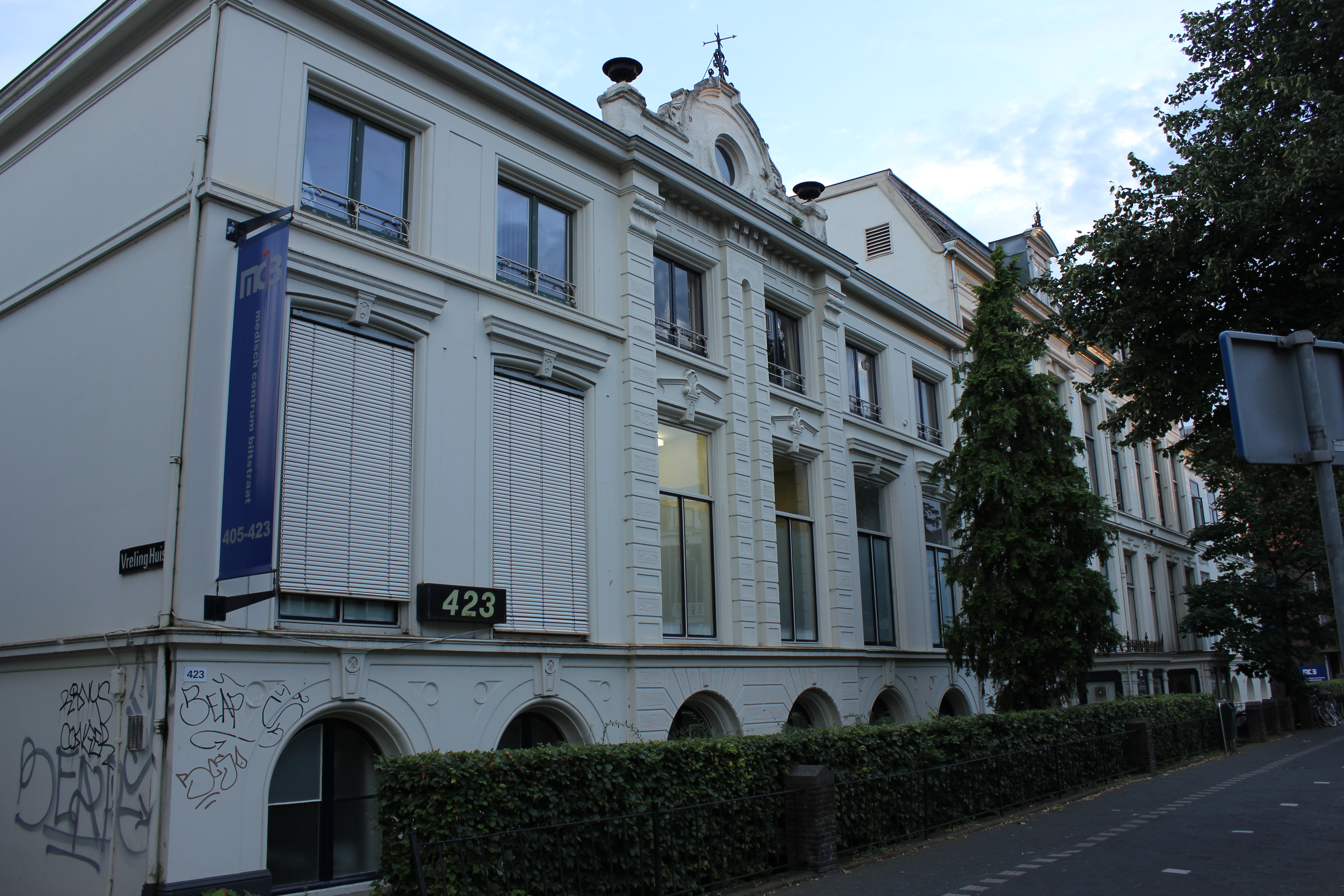
Het Vrelinghuis in Utrecht (2012)
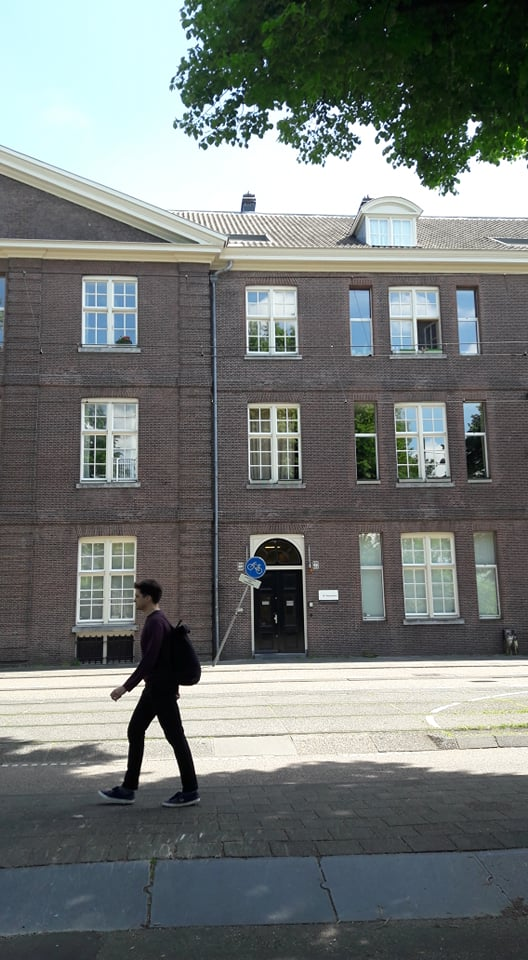
De Abortuskliniek Amsterdam, Sarphatistraat (2019)
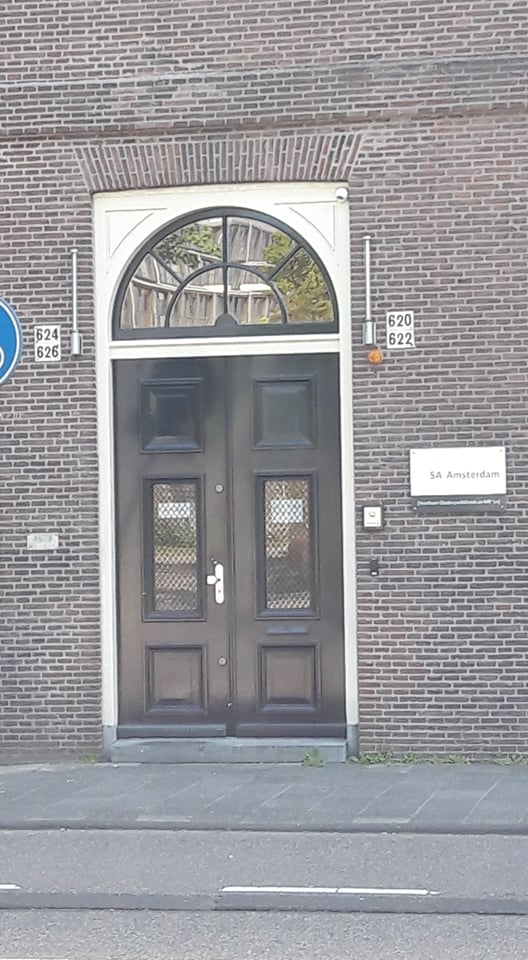
Abortuskliniek Amsterdam, Sarphatistraat - ingang (2019)
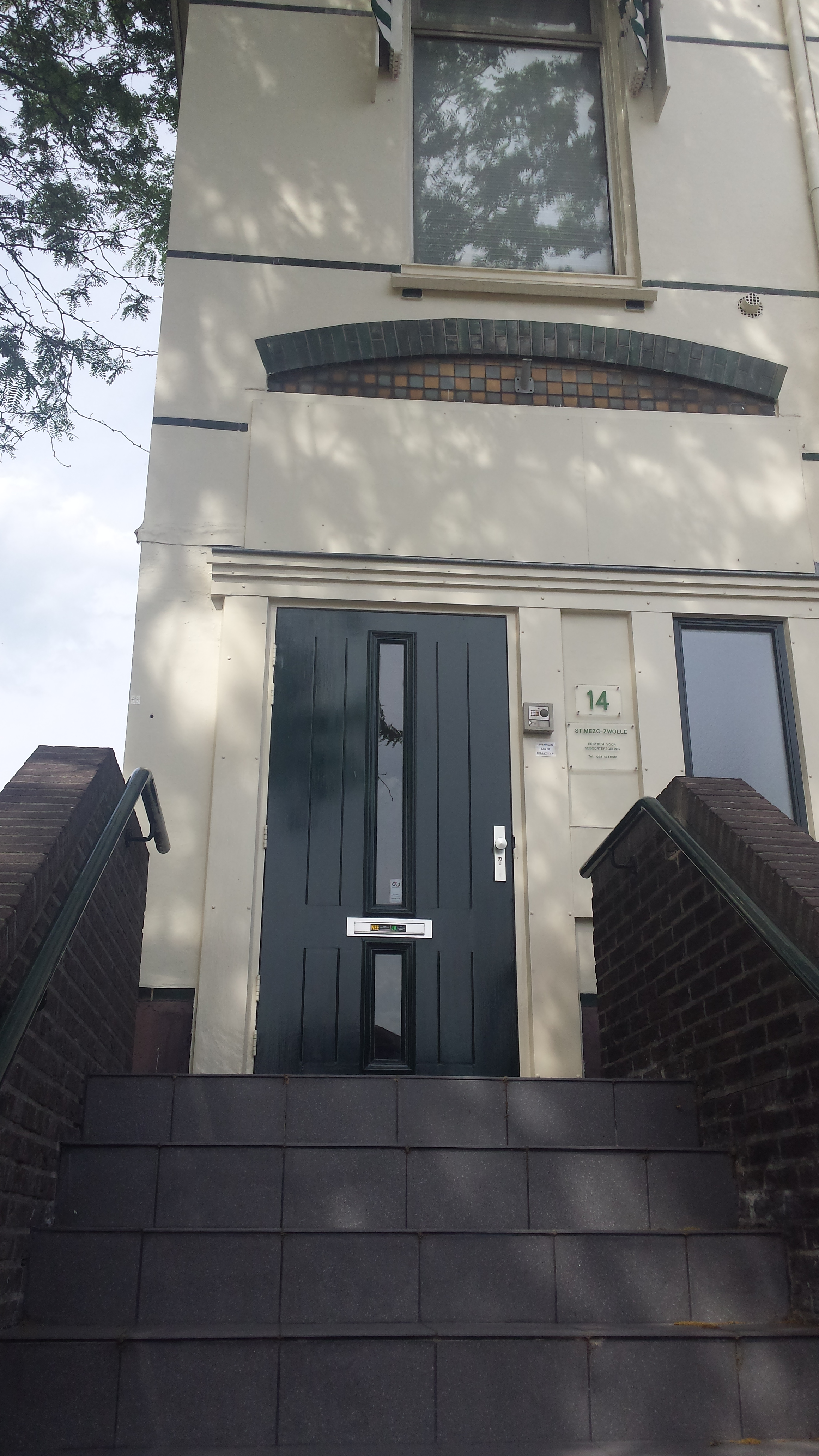
Stimezo Zwolle - ingang (2019)
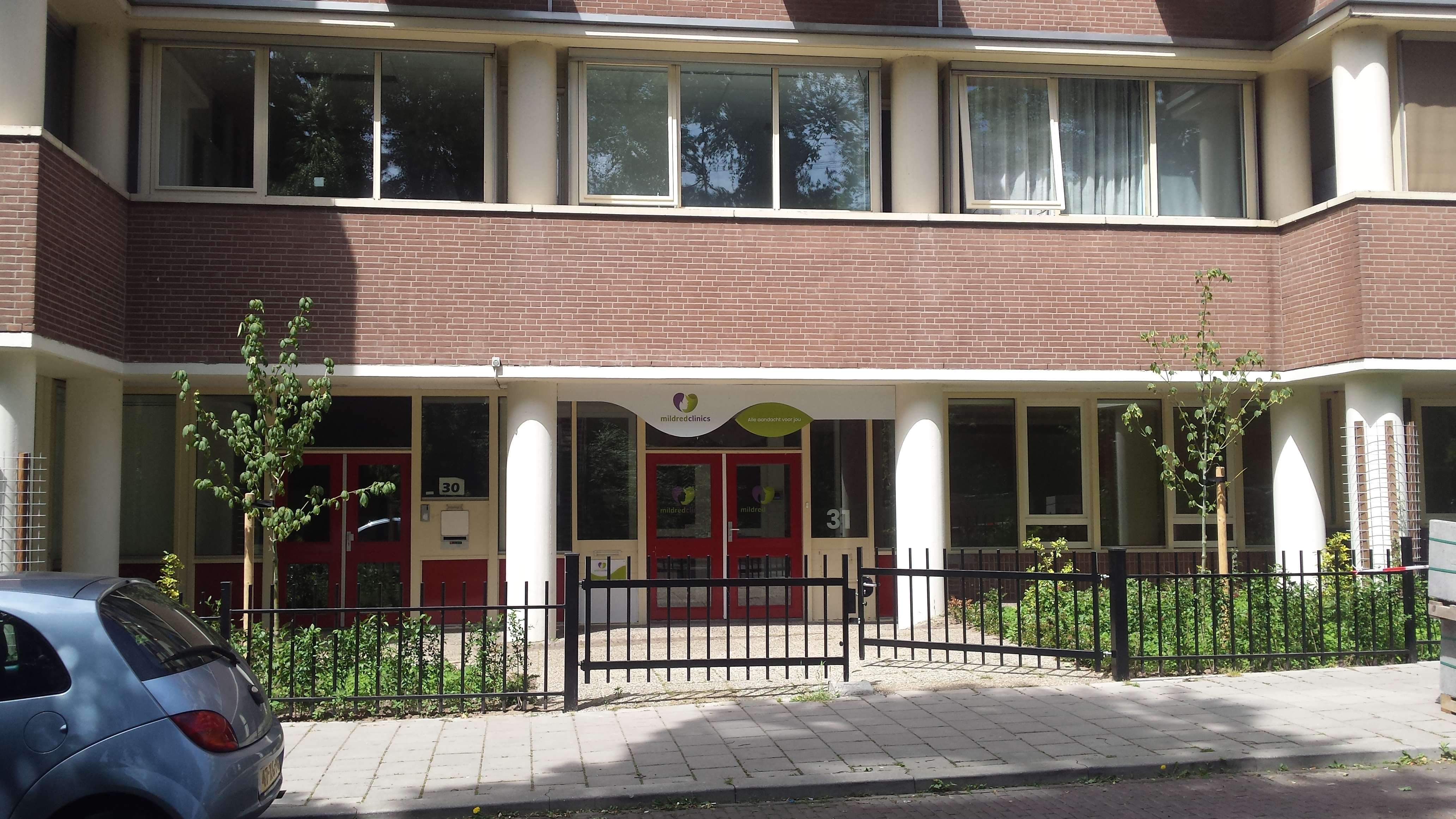
Mildred Clinics Arnhem - ingang (2019)
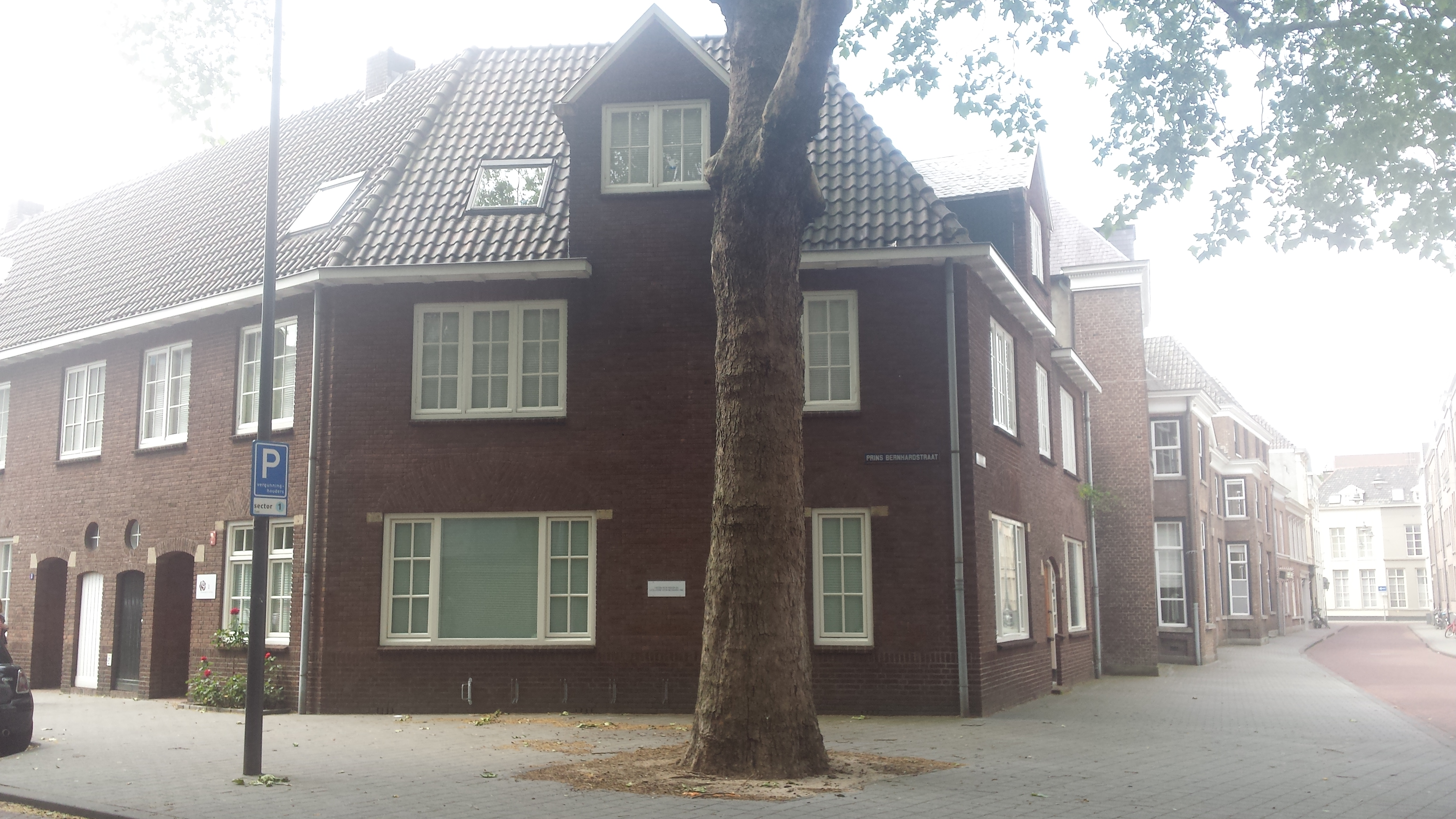
Vrouwen Medisch Centrum, 's-Hertogenbosch (2019)
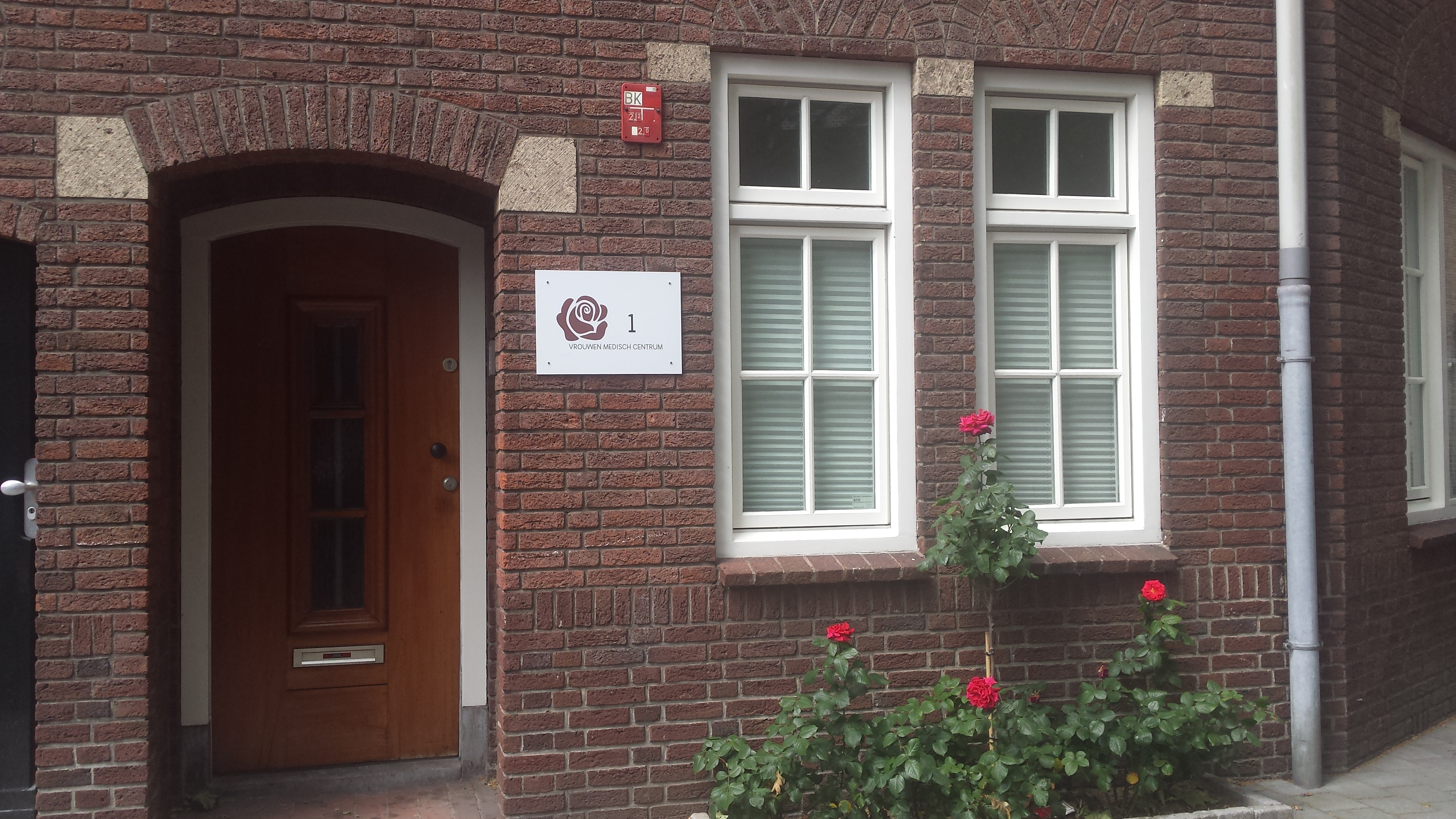
Vrouwen Medisch Centrum, 's-Hertogenbosch - ingang (2019)
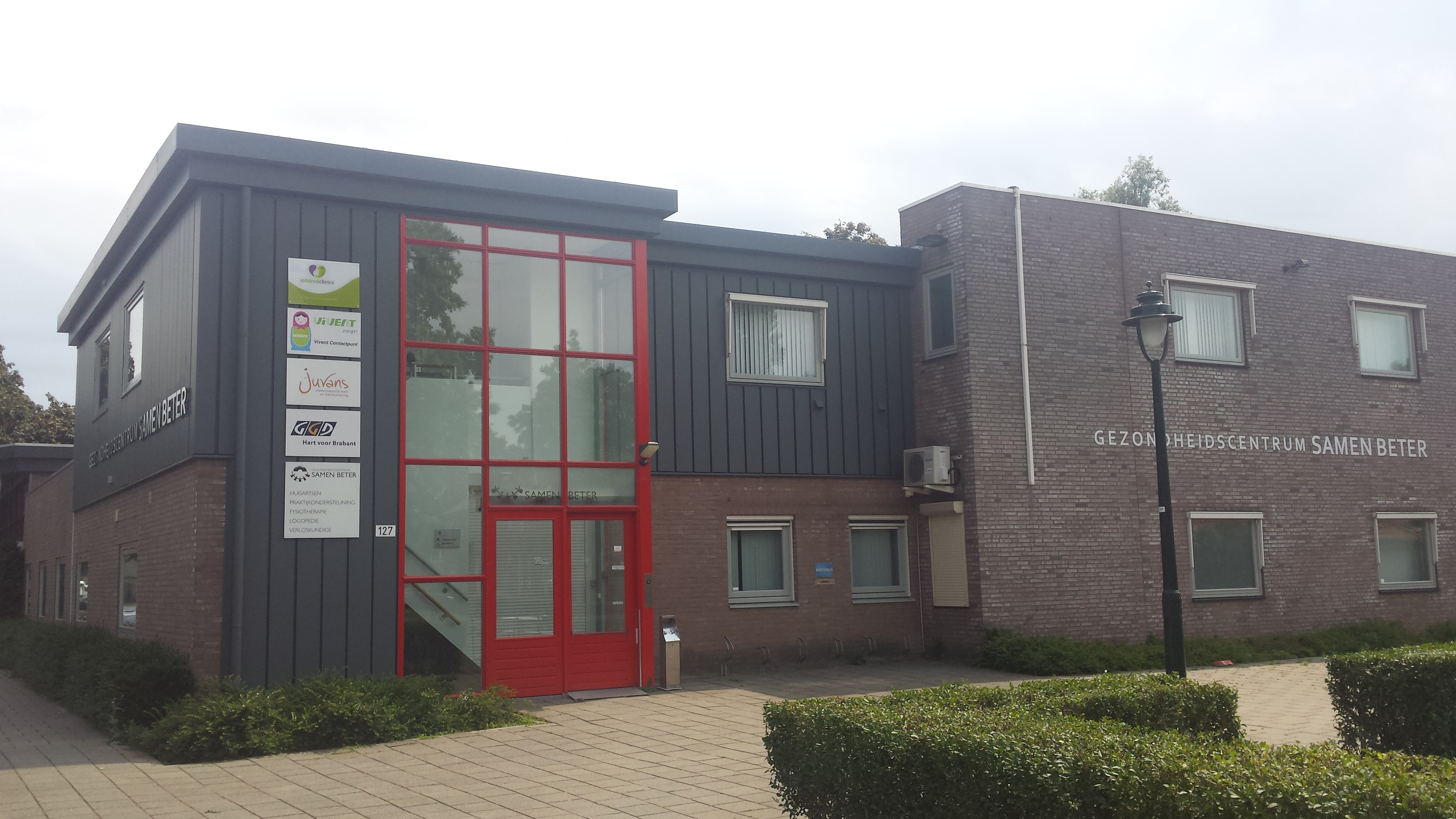
Mildred Clinics, 's-Hertogenbosch (2019)

## Voormalige abortusklinieken
Voormalige abortusklinieken zijn onder meer die van Stichting CASA (Centrum voor Anticonceptie, Seksualiteit en Abortus), een in de jaren 2000 ontstane keten waarbij zich uiteindelijk zeven klinieken aansloten. CASA ging in november 2017 failliet;:p. 32 daarvoor voerde de keten ongeveer de helft van de 31.000 abortussen per jaar in Nederland uit.
| Namen kliniek                                                           | Locatie                              | Bestaan |
| ----------------------------------------------------------------------- | ------------------------------------ | --- |
| CASA Amsterdam, daarvoor MR'70 alias ACSG                               | Amsterdam, Sarphatistraat            | 1971?–2017, anno 1989 gevestigd aan Bachplein, onafhankelijke doorstart als Stichting Abortuskliniek Amsterdam in februari 2018 |
| CASA Den Haag, daarvoor Stimezo Plus Den Haag                           | Den Haag, Van Beverningkstraat       | 1971–2017, onafhankelijke doorstart als Stichting Abortuskliniek Den Haag in september 2018                                     |
| CASA Goes, daarvoor Bertie van Gelder Centrum                           | Goes, Beestenmarkt                   | 1996–2017, in 1996 van Groede naar Goes verhuisd                                                                                |
| CASA Houten                                                             | Houten, Papiermolen                  | 2013–2017 |
| CASA Leiden, daarvoor St. Medisch Centrum Geboorteregeling              | Leiden, Kort Rapenburg               | 19??–2017 |
| CASA Maastricht, daarvoor Bourgognekliniek, daarvoor Stimezo Maastricht | Maastricht-Wyck, Parallelweg         | 1991–2017, eerdere locaties: hoek Bourgognestraat/Alexander Battalaan (1974-1976) & Meerssenerweg (1976-1991)                   |
| CASA Rotterdam, daarvoor Dr. W.F. Stormkliniek                          | Rotterdam, Strevelsweg               | 197?–2017, eerder aan de Ebenhaëzerstraat, in 2017 overgenomen door Gynaikon                                                    |
| Mildredhuis                                                             | Arnhem, Zijpendaalseweg              | 1971–2017, verhuisd naar Sonsbeeksingel, gefuseerd tot Mildred Clinics in 2018                                                  |
| Oosterparkkliniek                                                       | Amsterdam, Oosterpark                | 197?–2012, opgegaan in CASA Amsterdam                                                                                           |
| Stichting SeZoZ                                                         | Amsterdam, Louwesweg                 | 2010–2014? |
| Stimezo Alkmaar                                                         | Alkmaar, Magdalenenstraat            | 197?–20??, anno 1989 gevestigd aan de Emmastraat                                                                                |
| Stimezo Eindhoven                                                       | Eindhoven, Jan van Schoonvorststraat | 1972–2018, gefuseerd tot Mildred Clinics in 2018                                                                                |
| Stimezo Zeeuws-Vlaanderen                                               | Groede, Molenstraat                  | 197?–1996, in 1996 van Groede naar Goes verhuisd en hernoemd                                                                    |